# Chevaleret (stanice metra v Paříži)
Chevaleret je nepřestupní nadzemní stanice pařížského metra na lince 6 ve 13. obvodu v Paříži. Nachází se na viaduktu, který prochází po Boulevardu Vincent Auriol.

## Historie
Stanice byla otevřena 1. března 1909 jako součást prvního úseku linky 6 mezi stanicemi Place d'Italie a Nation.

## Název
Jméno stanice je odvozeno od názvu nedaleké ulice Rue du Chevaleret, která je zmiňována již v roce 1670. Její jméno pochází od pomístního názvu, který vznikl pravděpodobně od jména dřívějšího majitele.

## Vstupy
Východ ze stanice vede na Boulevard Vincent Auriol.